# Wolfgang Fortner
Wolfgang Fortner (12. října 1907 Lipsko – 5. září 1987 Heidelberg) byl německý skladatel a pedagog.

## Život
Německý skladatel a učitel skladby Wolfgang Fortner se narodil 12. října 1907 v Lipsku. Díky svým rodičům hudebníkům se již od raného věku věnoval hře na klavír a na varhany, v devíti letech začal skládat. Od roku 1927 studoval na konzervatoři v Lipsku hru na varhany (Karl Straube) a skladbu (Hermann Grabner) a na Lipské Univerzitě filosofii (Hans Driesch), dějiny hudby (Theodor Kroyer) a německá studia (August Korff). Jeho díla byla veřejně hrána již během jeho studií.
Vyučoval skladbu a hudební teorii na heidelberském Institutu církevní hudby (1931–54), Hudební akademii v Detmoldu (1954–7) a na freiburské Musikhochschule (od 1957). V roce 1935 založil Heidelberský komorní orchestr k podpoře Nové hudby. Roku 1946 spoluzaložil s Wolfgangem Steineckem Darmstadtské letní kurzy.
Fortnerova pověst učitele hudby je nepřehlédnutelná, ovlivnil celou generaci mladých skladatelů v období padesátých až sedmdesátých let. Mezi jeho studenty byli Arthur Dangel, Diego H. Feinstein, Hans Werner Henze, Milko Kelemen, Arghyris Kounadis, Ton de Kruyf, Bruce MacCrombie, Roland Moser, Diether de la Motte, Nam June Paik, Graciela Paraskevaídis, Mauricio Rosenmann, Dieter Schönbach, Manfred Stahnke, Peter Westergaard, Bernd Alois Zimmermann a Heinz Werner Zimmermann.
Fortner byl členem různých kulturně politických organizací: Berlínské akademie umění od 1955, Bavorské akademie umění od 1956, prezidentem německé sekce ISCM (1957–71), prezidentem Svazu dramatiků v 1975 a uměleckým vedoucím Musica Viva v Mnichově (1964–78). Obdržel mnoho prestižních ocenění včetně "Schreker-Prize Berlin" (1948), "Brunswick Spohr Prize" (1953), "North Rhine-Westphalia Grand Art Prize" (1955), "Hamburg Bach Prize" (1960), "Freiburg Reinhold Schneider Prize" a "Gold Pin of the Dramatists Union" (1977). K výročí sedmdesátých narozenin obdržel "Grosses Verdienstkreuz der Bundesrepublik Deutschland" a čestný doktorát Heidelberské a Freiburské univerzity. Zemřel 5. září 1987 v Heidelbergu.
Spolu s dalšími 11 skladateli – přáteli (C. Beck Conrad Beck, Luciano Berio, Pierre Boulez, Benjamin Britten, Henri Dutilleux, W. Fortner, Alberto Ginastera, Cristóbal Halffter, Hans Werner Henze, Heinz Holliger, Klaus Huber a Witold Lutoslawski) švýcarského dirigenta a mecenáše Paula Sachera (1906 – 1999), byl požádán ruským violoncellistou Mstislavem Rostropovičem, aby u příležitosti Sachrových 70. narozenin napsal skladbu pro sólové violoncello s použitím not obsažených v jeho jméně (eS, A, C, H, E, Re). Wolfgang Fortner vytvořil téma a tři variace s názvem ZUM SPIELEN FÜR DEN 70. GEBURSTAG, THEMA UND VARIATIONEN FÜR VIOLONCELLO SOLO. Skladby byly částečně uvedeny Curychu 2. května 1976. Celý projekt "eSACHERe" byl uveden (poprvé v kompletním provedení) českým violoncellistou Františkem Brikciem na podzim 2010–2011 v Praze.

## Dílo

### Opery
- Creß ertrinkt. Libreto Andreas Zeitler (1930)
- Bluthochzeit. Podle Federica Garcíi Lorcy (1957)
- Corinna. Opera buffa podle Gérarda de Nervala (1958)
- In seinem Garten liebt Don Perlimplin Belisa. Podle Federica Garcíi Lorcy (1962)
- Elisabeth Tudor. Libreto Matthias Braun (1972)
- That time. Scénická kantáta podle Samuela Becketta (1977)

### Balety
- Die weiße Rose. Podle Oscara Wilda (1950)
- Die Witwe von Ephesus. Pantomima podle Tita Petronia (1953)
- Carmen George Bizeta). Hudba k baletu Johna Cranka (1971)

### Vokální díla
- Vier Marianischen Antiphonen (1928) pro sbor a orchestr
- Vier Gesänge nach Hölderlin (1933)
- Eine deutsche Liedmesse (1934) pro smíšený sbor
- Von der Kraft der Gemeinschaft, kantáta pro smíšený sbor a orchestr k dvousetletému výročí univerzity v Göttingenu na slova Wolframa Brockmeiera (1937)
- Du sollst ein Wegstück mit mir gehn. Píseň pro ženský sbor (1941). Text: Erwin Guido Kolbenheyer
- Herr, bleibe bei uns! Duchovní večerní hudba pro hluboký hlas, smíšený sbor a smyčcový orchestr (1945)
- An die Nachgeborenen pro vypravěče, tenor, sbor a orchestr (1948)
- Die Pfingstgeschichte nach Lukas, pro tenor a šestihlasý sbor, 11 instrumentalistů a varhany (1963)
- Machaut-Balladen pro zpěv a orchestr (1974)

### Orchestrální skladby
- Klavírní koncert C-dur (1943)
- Koncert pro housle a orchestr (1947)
- Sinfonie 1947 (1947)
- Fantasie na jméno BACH pro orchestr (1950)
- Impromptus pro velký orchestr (1957)
- Triplum pro 3 klavíry a orchestr (1966)
- Prismen pro flétnu, hoboj, harfu, bicí a orchestr (1967)
- Marginalien. Dem Andenken eines guten Hundes (1969)
- Zyklus pro violoncello a komorní orchestr (1970)
- Triptychon (1977)
- La Cecchina, italská ouvertura podle Niccolò Piccinniho

### Komorní hudba
- 1. smyčcový kvartet (1929)
- Vier kleine Stücke pro smyčce (1939)